# Galathella galatheae
Galathella galatheae är en kräftdjursart som först beskrevs av Dahl 1959.  Galathella galatheae ingår i släktet Galathella och familjen Uristidae. Inga underarter finns listade i Catalogue of Life.